# Голідей-Шорс (Іллінойс)
Голідей-Шорс (англ. Holiday Shores) — переписна місцевість (CDP) в США, в окрузі Медісон штату Іллінойс. Населення — 2840 осіб (2020).

## Географія
Голідей-Шорс розташований за координатами 38°55′27″ пн. ш. 89°56′13″ зх. д. / 38.92417° пн. ш. 89.93694° зх. д. (38.924147, -89.936816).  За даними Бюро перепису населення США в 2010 році переписна місцевість мала площу 5,41 км², з яких 4,20 км² — суходіл та 1,21 км² — водойми.

## Демографія
Згідно з переписом 2010 року, у переписній місцевості мешкали 2882 особи в 1079 домогосподарствах у складі 852 родин. Густота населення становила 532 особи/км².  Було 1130 помешкань (209/км²).
Расовий склад населення:
| - 96,9 % — білих - 1,1 % — чорних або афроамериканців - 0,2 % — корінних американців - 0,2 % — азіатів |

До двох чи більше рас належало 1,3 %. Частка іспаномовних становила 1,6 % від усіх жителів.
За віковим діапазоном населення розподілялося таким чином: 24,8 % — особи молодші 18 років, 63,3 % — особи у віці 18—64 років, 11,9 % — особи у віці 65 років та старші. Медіана віку мешканця становила 40,2 року. На 100 осіб жіночої статі у переписній місцевості припадало 101,0 чоловіків;  на 100 жінок у віці від 18 років та старших — 98,6 чоловіків також старших 18 років.
Середній дохід на одне домашнє господарство  становив 87 956 доларів США (медіана — 81 463), а середній дохід на одну сім'ю — 92 974 долари (медіана — 83 311). За межею бідності перебувало 2,3 % осіб, у тому числі 0,0 % дітей у віці до 18 років та 12,9 % осіб у віці 65 років та старших.
Цивільне працевлаштоване населення становило 1469 осіб. Основні галузі зайнятості: освіта, охорона здоров'я та соціальна допомога — 20,6 %, фінанси, страхування та нерухомість — 14,8 %, науковці, спеціалісти, менеджери — 9,5 %, будівництво — 9,4 %.